# Huernia confusa
Huernia confusa är en oleanderväxtart som beskrevs av Henry Phillips. Huernia confusa ingår i släktet Huernia och familjen oleanderväxter. Inga underarter finns listade i Catalogue of Life.